# Sarclage

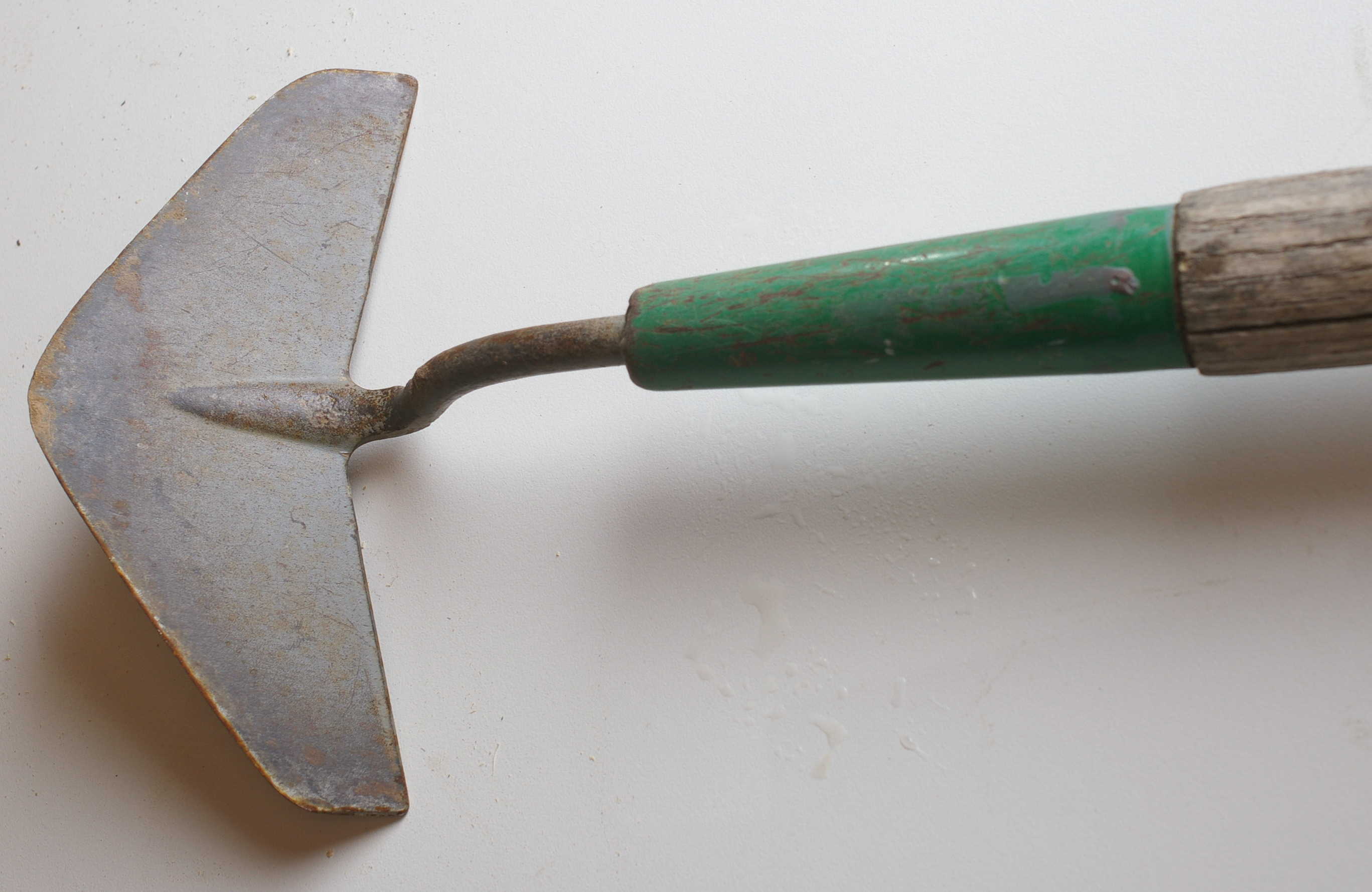
La lame d'une sarcleuse.

Le sarclage consiste à couper avec un sarcloir ou à enlever à la binette les herbes indésirables présentes dans une culture. Les plantes sarclées désignent ces cultures à binages ou sarclages (pomme de terre, betterave, carotte…).
Il est recommandé de procéder au sarclage au début du printemps pour éliminer les adventices dès leur apparition, avant qu'elles ne deviennent trop nuisibles.

## Différence entre sarclage et binage
Les deux termes sont souvent confondus, car les mêmes outils peuvent être utilisés pour les deux techniques. Pourtant, le sarclage consiste à désherber en raclant le sol en superficie alors que le binage consiste à aérer le sol sans nécessairement désherber, pour faciliter la respiration racinaire des plantes cultivées.

## Outil de sarclage

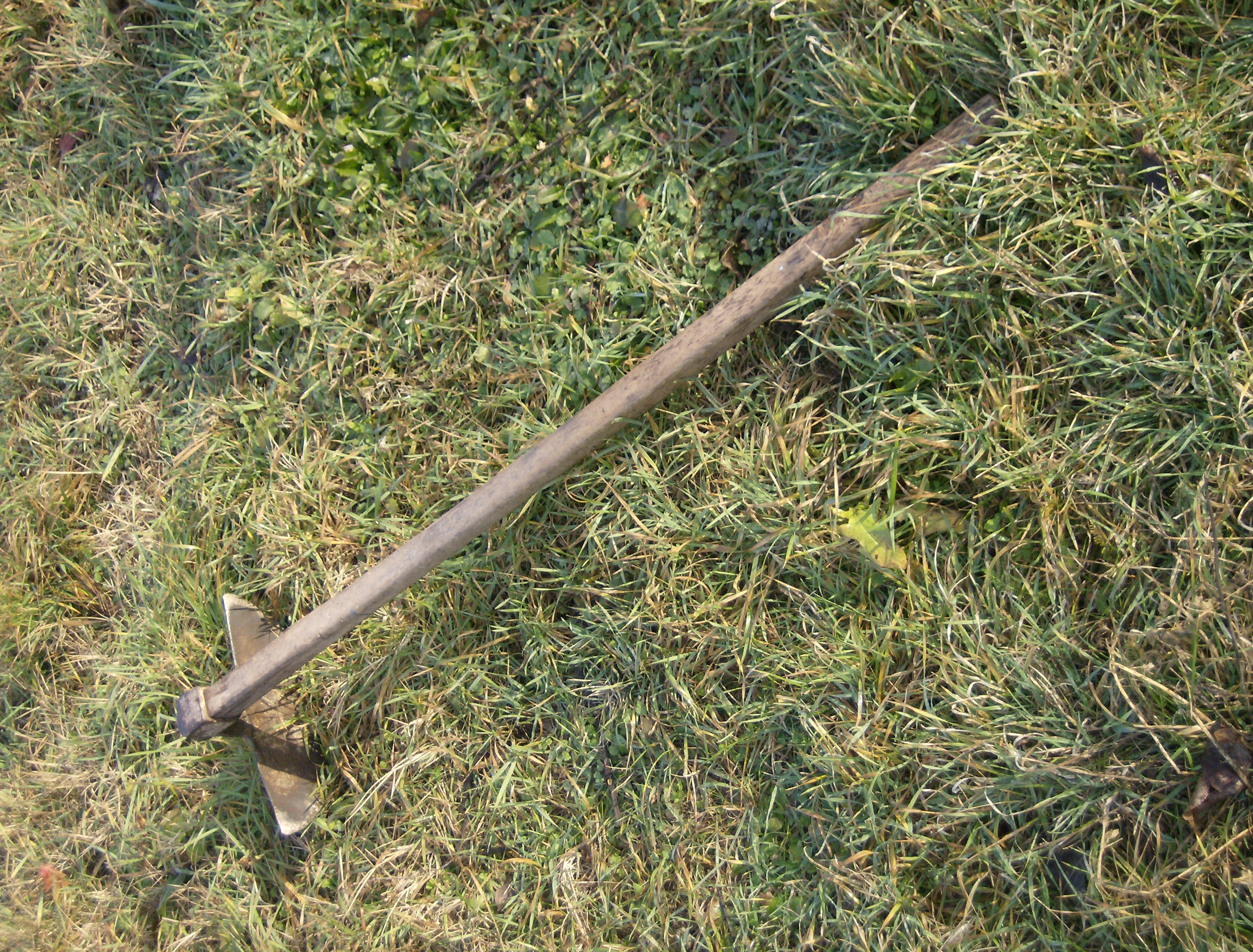
Une binette à lame arrondie.

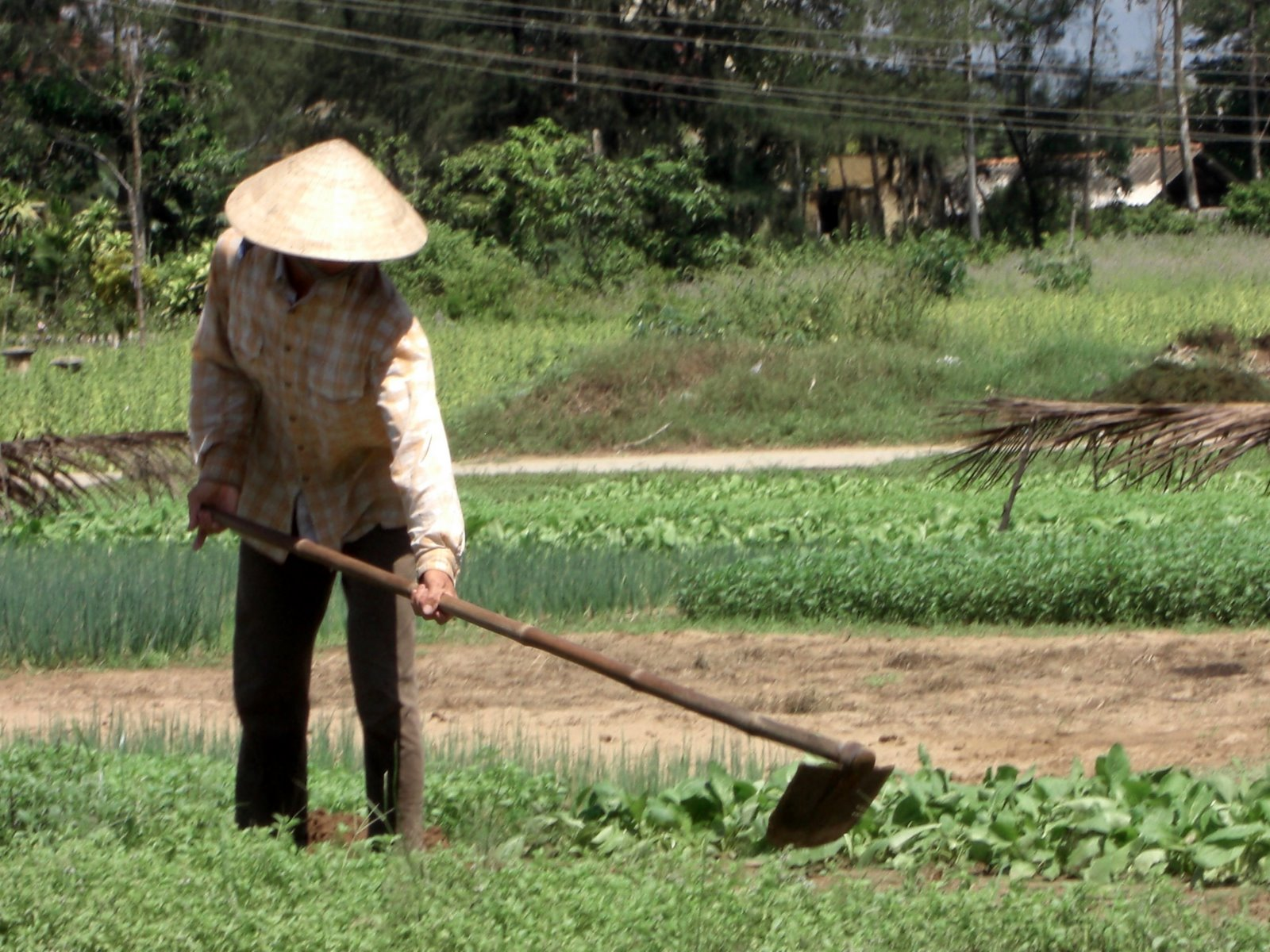
Paysan utilisant une houe pour sarcler.

Dans un jardin, une binette ou un sarcloir servent à réaliser l'opération. 
Dans un champ, l'opération peut se faire avec une houe ou des machines plus perfectionnées pour gratter le sol.